# Kanał Ismailijski
Kanał Ismailijski (ar. ترعة الإسماعيلية) - kanał w Egipcie łączący Nil z Kanałem Sueskim.
Przebiega z północnych przedmieść Kairu w Szubra al-Chajma koło Pałacu Szubra aż do Jeziora Krokodyli przy mieście Ismailia.